# Campeonato Italiano de Rugby 1997-98
El Campeonato de Rugby de Italia de 1997-98 fue la sexagésimo octava edición de la primera división del rugby de Italia.

## Sistema de disputa
El torneo se disputó en tres etapas, la primera fue una fase de grupos en la cual los 12 equipos se dividieron en dos zonas en la cual disputaron encuentros de ida y de vuelta frente a todos sus rivales grupales, los tres mejores equipos clasificaron a la zona campeonato y los últimos tres de cada grupo a la zona descenso.
En la segunda etapa se constituyeron dos zonas que fueron determinadas por los resultados de la etapa anterior, los cuatro mejores de la zona campeonato clasificaron a postemporada, mientras que el mejor de la zona descenso igual obtuvo una plaza a la postemporada.
Los últimos dos equipos de la zona del descenso fueron relegados a la Serie B.

## Primera Fase

#### Grupo A
| Equipo           | Puntos    |
| ---------------- | --------- |
| Benetton Treviso | 20 puntos |
| Rugby Roma       | 14 puntos |
| Calvisano        | 14 puntos |
| L'Aquila         | 6 puntos  |
| Piacenza         | 4 puntos  |
| San Donà         | 2 puntos  |

#### Grupo B
| Equipo     | Puntos    |
| ---------- | --------- |
| Petrarca   | 18 puntos |
| Rovigo     | 15 puntos |
| Milan      | 15 puntos |
| Bologna    | 8 puntos  |
| Fiamme Oro | 4 puntos  |
| Livorno    | 0 puntos  |

## Segunda Fase
- Tabla de posiciones:[1]

### Zona Descenso
| Pos. | Equipo           | Encuentros | Encuentros | Encuentros | Encuentros | Tantos | Tantos | Tantos | Puntos |
| Pos. | Equipo           | PJ         | PG         | PE         | PP         | F      | C      | Dif    | Puntos |
| ---- | ---------------- | ---------- | ---------- | ---------- | ---------- | ------ | ------ | ------ | ------ |
| 1.º  | L'Aquila Rugby   | 10         | 6          | 2          | 2          | 342    | 201    | +141   | 14     |
| 2.º  | San Donà         | 10         | 6          | 0          | 4          | 342    | 210    | +132   | 12     |
| 3.º  | Fiamme Oro Rugby | 10         | 6          | 0          | 4          | 278    | 231    | +47    | 12     |
| 4.º  | Piacenza         | 10         | 5          | 1          | 4          | 276    | 200    | +76    | 11     |
| 5.º  | Bologna          | 10         | 4          | 1          | 5          | 218    | 227    | -9     | 9      |
| 6.º  | Livorno          | 10         | 1          | 0          | 9          | 104    | 491    | -387   | 2      |

|  | Clasificado a postemporada. |
|  | Descendido a la Serie B.    |

### Zona Campeonato
| Pos. | Equipo             | Encuentros | Encuentros | Encuentros | Encuentros | Tantos | Tantos | Tantos | Puntos |
| Pos. | Equipo             | PJ         | PG         | PE         | PP         | F      | C      | Dif    | Puntos |
| ---- | ------------------ | ---------- | ---------- | ---------- | ---------- | ------ | ------ | ------ | ------ |
| 1.º  | Petrarca Padova    | 10         | 8          | 0          | 2          | 326    | 215    | +111   | 16     |
| 2.º  | Rugby Roma Olimpic | 10         | 8          | 0          | 2          | 310    | 250    | +60    | 16     |
| 3.º  | Benetton Treviso   | 10         | 7          | 0          | 3          | 415    | 231    | +184   | 14     |
| 4.º  | Rugby Rovigo       | 10         | 1          | 1          | 6          | 229    | 300    | -71    | 8      |
| 5.º  | Milan              | 10         | 1          | 1          | 8          | 223    | 376    | -153   | 3      |
| 6.º  | Rugby Calvisano    | 10         | 1          | 1          | 8          | 221    | 342    | -121   | 3      |

|  | Clasificado a postemporada. |

### Preclasificación
| Equipo 1         | Equipo 2       | Resultado |
| ---------------- | -------------- | --------- |
| Rugby Rovigo     | L'Aquila Rugby | 23-6      |
| Benetton Treviso | CUS Padova     | 40-12     |

### Semifinales
| Equipo 1         | Equipo 2           | Ida   | Vuelta |
| ---------------- | ------------------ | ----- | ------ |
| Petrarca Padova  | Rugby Rovigo       | 24-25 | 19-0   |
| Benetton Treviso | Rugby Roma Olimpic | 34-8  | 28-28  |

### Final
| 6 de junio de 1998 | Petrarca Padova | 3 - 9 | Benetton Treviso |  |  |

| Bandera de Italia        |
| Campeón Benetton Treviso |
| Séptimo título           |